# Célio de Castro
Célio de Castro (Carmópolis de Minas, 11 de julho de 1932 — Belo Horizonte, 20 de julho de 2008) foi um médico e político brasileiro.

## Carreira
Formado pela Universidade Federal de Minas Gerais, em 1958, atuou como médico ao longo de praticamente toda sua carreira, nas áreas de Clínica Médica e Medicina de Urgência. Entre 1975 e 1980 foi chefe do serviço de emergência do Hospital do Pronto Socorro, mantendo intensa atividade docente. Foi ainda presidente do Sindicato dos Médicos de Minas Gerais, mantendo sua atividade como médico em paralelo com a atividade política. Publicou inúmeros trabalhos e foi co-autor do livro “Emergências Médicas”, utilizado no currículo do curso de Medicina em diversas escolas. No dia 6 de dezembro de 2000 recebeu a Medalha de Honra da UFMG.
Filiado inicialmente ao PMDB, teve uma breve passagem pelo PSDB, filiando-se finalmente em 1990 ao PSB, ao qual continuou filiado até 2001. Foi eleito deputado federal por duas vezes (em 1986 e 1990). Foi líder da bancada do PSB na Câmara Federal e presidente do partido em Minas Gerais. Durante seu mandato foi reconhecido pelo DIAP (Departamento Intersindical de Assessoria Parlamentar) como um dos “Deputados Nota Dez”, com forte atuação nos campos sociais e da saúde.
Em 1992 participou de uma coligação como candidato a vice-prefeito na chapa de Patrus Ananias (PT), vencendo as eleições. Durante o primeiro ano de mandato acumulou o cargo de vice-prefeito com a Secretaria Municipal de Desenvolvimento Social. Em 1996, foi indicado para concorrer à sucessão municipal. Apesar de fazer parte da chapa do governo municipal foi obrigado a concorrer com o candidato próprio do PT (Virgílio Guimarães) e com o candidato do PSDB (Amílcar Martins), obtendo uma votação maciça, com 76,50% dos votos no segundo turno. Foi reeleito em 2000 para um segundo mandato, tendo como vice-prefeito Fernando Pimentel. Conhecido então como "Dr. BH", na época já era reconhecido com destaque no plano político nacional, sendo sondado para a disputa de Governo de Minas Gerais ou mesmo como vice-presidente na chapa liderada por Luiz Inácio Lula da Silva. Após um breve período sem partido, anunciou sua filiação ao PT em 2001. Porém, sua carreira pública foi interrompida por um AVC em 8 de novembro de 2001.
Mesmo doente e com sequelas graves do AVC, continuou atuando na política, sendo conselheiro frequente do presidente Luiz Inácio Lula da Silva, que fez questão de visitá-lo em suas passagens por Belo Horizonte nas campanhas de 2002 e 2006. Na campanha para a prefeitura de Belo Horizonte em 2008, foi visitado também pela chapa vencedora, liderada por Marcio Lacerda.
Após sua morte, a Secretaria de Saúde do Estado de Minas Gerais instituiu em sua homenagem o Prêmio Célio de Castro para premiar os hospitais que tenham se destacado na gestão da qualidade.